# Kinnaird Head
Kinnaird Head är en udde i Storbritannien.   Den ligger i kommunen Aberdeenshire och riksdelen Skottland, i den norra delen av landet, 700 km norr om huvudstaden London.
Terrängen inåt land är platt. Havet är nära Kinnaird Head norrut. Runt Kinnaird Head är det ganska glesbefolkat, med 32 invånare per kvadratkilometer. Närmaste större samhälle är Fraserburgh, 1,5 km sydväst om Kinnaird Head. Trakten runt Kinnaird Head består i huvudsak av gräsmarker.